# Why Does My Heart Feel So Bad?
«Why Does My Heart Feel So Bad?» es una canción del compositor estadounidense Moby. Fue incluida en el álbum Play, que se lanzó el 17 de mayo de 1999. alcanzando el puesto 16 en el UK Singles Chart.
La canción es una composición original de Moby utilizando un extracto del tema He'll Roll Your Burdens Away, de The Banks Brothers que data de 1963.

## Lista de temas
Vinilo promocional de 12"
1. «Why Does My Heart Feel So Bad» (ATB Remix)
2. «Why Does My Heart Feel So Bad» (Ferry Corsten Remix)

CD
1. «Why Does My Heart Feel So Bad» (Versión sencillo)
2. «Flying Foxes»
3. «Princess»
4. «Why Does My Heart Feel so Bad» (Video)